# Knooppunt Sedlice
Knooppunt Sedlice (Tsjechisch: Dálniční křižovatka Sedlice) is een knooppunt in de regio Hradec Králové in Tsjechië.
Op dit knooppunt bij het dorp Sedlice, een deelgemeente van Praskačka, sluit de D35 vanuit Olomouc aan op de D11 Praag/Hradec Králové.

## Geografie
Het knooppunt ligt in de regio Hradec Králové.
Naburige dorpen zijn Sedlice, Libišany en Krásnice.

## Richtingen knooppunt
| Aansluitende wegen | Aansluitende wegen | Aansluitende wegen | Aansluitende wegen | Aansluitende wegen         |
| ------------------ | ------------------ | ------------------ | ------------------ | -------------------------- |
|                    |                    |                    |                    | 11 richting Hradec Králové |
|                    |                    |                    |                    |                            |
|                    |                    |                    |                    |                            |
|                    |                    |                    |                    |                            |
| 11 richting Praag  |                    |                    |                    | 35 richting Olomouc        |